# Rubén Azócar
Rubén Azócar, född 25 mars 1901 i Arauco, död 9 april 1965 i Santiago de Chile, var en chilensk författare och poet. Han är gammelmorfar till den svensk-chilenske rapparen Stor.

## Liv
Hans mest kända verk är den neorealistiska novellen Gente en la isla (1938), som beskriver livet för invånarna i Chile. Poeten och författaren Pablo Neruda ska ha ansett den vara ett av de främsta litterära verken i chilensk historia.
Rubén Azócar dog den 9 april 1965 på Boston Clinic i Santiago i sviterna av lungcancer.